# Шестеренко, Алексей Филиппович
Алексей Филиппович Шестеренко (25 марта 1902 — не ранее 1979) — разработчик медицинского оборудования, лауреат Сталинской премии.

## Биография
Родился 25 марта 1902 года в с. Лемешкино (сейчас — Руднянский район Волгоградской области).
В 1919—1920 гг. участник Гражданской войны (Уральский и Южный фронты).
После окончания Московского авиационного института (1932) направлен в Биотехнический институт РККА, служил в должностях от инженера до начальника научно-производственного отдела.
С февраля 1938 года занимался исследовательскими и конструкторскими работами в области технической микробиологии. Конструктор первого советского биореактора АКМ-Ш (Аппарат культивирования микробов — Шестеренко), который был разработан и внедрён в практику для производства вакцин и антибиотиков в Институте гигиены и санитарии Красной Армии в 1943 году.
В 1946 г. созданный им промышленный аппарат впервые был использован для получения в стерильных условиях больших объёмов (800 матрацев) культуры вакцинного штамма ЕV линии НИИЭГ чумного микроба.
Инженер-полковник. Дата завершения службы: 29.12.1960.
После увольнения из рядов Вооруженных Сил работал начальником научно-исследовательского отдела Научно-исследовательского противочумного института «Микроб» Минздрава СССР (Саратов).
В 1973 г. предложил устройство для посева и смыва бактериальных культур на плотных питательных средах, способное равномерно распределять нагрузку на рабочих поверхностях.

## Научная деятельность
Автор 75 научных работ, 5 изобретений.

### Избранные труды
- Николаев Н. И., Шестеренко А. Ф., Филиппов А. Ф., Караева Л. Т. Выращивание микроорганизмов на плотных питательных средах в аппаратах АКМ-Ш // Матер. к конф., посвященной 50-летию института «Микроб» Саратов. — 1968. — С. 139—140.
- Филиппов А. Ф., Николаев Н. И., Шестеренко А. Ф., Караева Л. Т. Культивирование чумного микроба и холерного вибриона на агаре в аппаратах АКМ-Ш // Проблемы особо опасных инфекций. — 1970. — № 1(11). — С. 158—163.

## Награды
- Сталинская премия (персональная, 1952) — за разработку нового аппарата для медицинских целей.
- орден Красной Звезды (1954)
- медали, в том числе:
  - «За победу над Германией»
- знак «Отличник здравоохранения».